# Tideo di Atene
Tideo (in greco antico: Τυδεύς?, Tydéus; metà del V secolo a.C. – 405 a.C.) è stato un ammiraglio ateniese.

## Biografia
Tideo, assieme a Menandro e Cefisodoto, fu uno dei tre generali nominati nel 405 a.C., prima della battaglia di Egospotami, a sostegno di Conone, Filocle e Adimanto.
Tideo e Menandro sono particolarmente famosi perché, secondo Senofonte, furono loro a rifiutare l'aiuto che Alcibiade aveva offerto loro prima della battaglia, che si sarebbe poi rivelata fatale; secondo Pausania il Periegeta gli Ateniesi sospettarono lui e Adimanto di essere stati pagati da Lisandro.
Visto che, dopo la battaglia, tutti e 3000 i prigionieri ateniesi (tranne Adimanto) furono sgozzati, è molto probabile che Tideo abbia fatto la stessa fine.